# Zygmunt Karchuć
Zygmunt Karchuć (ur. 30 listopada 1937 w Brzezicach, zm. 21 września 2022) – polski polityk, poseł na Sejm PRL VIII kadencji.

## Życiorys
Uzyskał wykształcenie podstawowe. Z zawodu traktorzysta. Pracował jako mechanik w Państwowym Ośrodku Hodowli Zarodowej w Lubianie. W 1961 wstąpił do Polskiej Zjednoczonej Partii Robotniczej, w której był m.in. członkiem Komitetu Wojewódzkiego w Gorzowie. W latach 1980–1985 pełnił mandat posła na Sejm PRL VIII kadencji w okręgu Gorzów Wielkopolski. Zasiadał w Komisji Pracy i Spraw Socjalnych, Komisji Rolnictwa i Przemysłu Spożywczego oraz w Komisji Rolnictwa, Gospodarki Żywnościowej i Leśnictwa.
Otrzymał Brązowy Krzyż Zasługi i Medal 30-lecia Polski Ludowej.
Został pochowany wraz z Anną Karchuć (1943–2018) na cmentarzu komunalnym w Lubianie.